# المركز الوطني للصوت والكلام
المركز الوطني للصوت والكلام (NCVS)، هو مؤسسة بحثية وتعليمية متعددة المواقع مكرسة لدراسة الخصائص والقيود وتحسين الصوت والكلام البشري. يقع المركز في مدينة سولت ليك بولاية يوتا مع المعهد الرئيسي الموجود في جامعة يوتا. المركز الوطني للصوت والكلام هو أيضًا مركز في جامعة أيوا حيث يوجد به مختبرات في قسم أمراض النطق وعلم السمع. بالإضافة إلى ذلك، لدى المركز الوطني للصوت والكلام متعاونون في دنفر وفي العديد من المؤسسات في جميع أنحاء الولايات المتحدة. ينصب تركيزها على علم الأصوات، أو علم وممارسة تأهيل الصوت.

## تاريخ
في البداية كان يُنظر إليه على أنه «مركز بلا جدران»، تم تنظيم المركز الوطني للصوت والكلام رسميًا في عام 1990 بمساعدة منحة من المعهد الوطني للصمم واضطرابات التواصل الأخرى (NIDCD)، وهو معهد تابع للمعاهد الوطنية للصحة (NIH). تم تنظيم المركز الوطني للصوت والكلام على أساس أن التحالف من المؤسسات (بما في ذلك مركز مركز ويلبر جيمس جولد الصوتي في مركز دنفر للفنون المسرحية، جامعة أيوا، جامعة يوتا، جامعة ويسكونسن-ماديسون) سيكون أكثر قدرة على إجراء ونشر البحوث من مؤسسة واحدة منظمة. على الرغم من أن أعضاء المركز منفصلون جغرافيًا، إلا أنهم ارتبطوا برغبة مشتركة لفهم الخصائص والقيود وتحسين الصوت البشري والكلام.
في عام 1999، أوقف المركز آلية تمويل مركز البحث والتدريب متعدد الأغراض للمعهد بأكمله مع التركيز بدلاً من ذلك على جوائز البحث لمشروع واحد (R01s). ومع ذلك، في اجتماع يوليو 2000، صوت محققو المركز بالإجماع لمواصلة مفهوم مركز الموارد الوطنية للصوت والكلام، ليكون مدفوعًا بمجموعة متنوعة من جوائز البحث لمشروع واحد (R01s)، وكذلك الاتصالات الصحية، الأساسية، ومنح التدريب. في عام 2001، نقل المركز الوطني للصوت والكلام موقعه المركزي إلى دنفر، حيث أسس طبيب الأنف والأذن والحنجرة الدكتور ويلبر جيمس جولد مركزًا لدراسة الصوت وأنماط الكلام لفناني الأداء المسرحي.
يدرس فريق المحققين التابع للمركز الوطني للصوت والكلام، بقيادة إنغو تيتز، القوى والقيود وتعزيز الصوت والكلام البشري. المحققون هم علماء وأطباء ومعلمون ومهندسون وموسيقيون يستخدمون خلفيات متنوعة (مثل علم أمراض الكلام واللغة والفيزياء وعلوم الكمبيوتر والصوتيات والأداء الصوتي والبيولوجيا والطب والهندسة) للعمل معًا في تحقيقات الصوت والكلام. وكنتيجة مباشرة لعملهم، يقوم أعضاء المركز أيضًا بتعليم المحققين والممارسين الآخرين الذين يعملون بصوت، بالإضافة إلى عملاء الكلام وعامة الناس. أحد الأمثلة على ذلك هو معهد علم الأصوات الصيفي، الذي يقوم بتدريب مدربي الصوت والمتخصصين في مجال الصحة الصوتية في دراسة علم الأصوات.

## البحوث الحالية وبعض الأوراق المنشورة ذات الصلة
1. السلامة المهنية في النطق.[3][4][5][6][7]
2. النمذجة الميكانيكية الحيوية.[8][9][10][11]
3. محاكاة الإنتاج الصوتي للبحث والتدخلات العلاجية.[12][13][14]
4. المحاكاة الحاسوبية لإجراءات الجراحة الصوتية.[15][16][17][18]
5. علاج الصوت للبالغين الذين يعانون من مرض باركنسون (بما في ذلك علاج صوت لي سيلفرمان).[19]
6. علاج الصوت للأطفال الذين يعانون من متلازمة داون.
7. الطب الشرعي الصوتي وتحديد السماعات.
8. هندسة الأنسجة الحنجرية.[20][21]